# 1870
1870 (số La Mã: MDCCCLXX)  là một năm bắt đầu từ ngày thứ Bảy của lịch Gregory hay bắt đầu từ ngày thứ Năm, chậm hơn 12 ngày, theo lịch Julius.

## Sự kiện
- 1 tháng 1: 
  - Báo The Northern Echo được xuất bản lần đầu tiên
  - Kế hoạch xây cầu Brooklyn được hoàn thiện
- 3 tháng 1 – Bắt đầu xây cầu Brooklyn
- 10 tháng 2:
  - Anaheim, California, được thành lập
  - YWCA được thành lập tại thành phố New York
- 19 tháng 7 – Chiến tranh Pháp-Phổ bắt đầu

## Sinh
- 22 tháng 4 – Vladimir Ilyich Lenin (m. 1924)
- 22 tháng 12 – Nguyễn Hữu Thị Nhàn, tôn hiệu Khôn Nguyên Hoàng thái hậu, chính thất của vua Đồng Khánh (m. 1935).

## Mất
- 18 tháng 3 – Nguyễn Phúc Miên Tỉnh, tước phong Điện Quốc công, hoàng tử con vua Minh Mạng (s. 1830).
- 30 tháng 4 – Nguyễn Phúc Miên Thẩm, tước phong Tùng Thiện vương, hoàng tử con vua Minh Mạng (s. 1819).
- Không rõ – Nguyễn Phúc Phúc Huy, phong hiệu Thuận Mỹ Công chúa, công chúa con vua Thiệu Trị (s. 1846).
- Không rõ – Mã Tân Di (s. 1821).